# Afrokalpa triquetra
Afrokalpa triquetra är en insektsart som beskrevs av Ronald Gordon Fennah 1969. Afrokalpa triquetra ingår i släktet Afrokalpa och familjen sporrstritar. Inga underarter finns listade i Catalogue of Life.